# London Critics’ Circle Film Award/Bestes britisches Drehbuch
Von 1992 bis 2005 wurden bei den London Critics’ Circle Film Awards die Besten britischen Drehbuchautoren geehrt.
Bisher waren nur Roddy Doyle und Richard Curtis zweimal mit ihren Filmen erfolgreich.

## Preisträger
Anmerkung: Die Preisverleihung bezieht sich immer auf Filme des vergangenen Jahres, Preisträger von 2005 wurden also für ihre Leistungen von 2004 ausgezeichnet.
| Jahr | Preisträger                                      | Film                                                                        |
| ---- | ------------------------------------------------ | --------------------------------------------------------------------------- |
| 1992 | Dick Clement, Ian La Frenais und Roddy Doyle     | Die Commitments (The Commitments)                                           |
| 1993 | Neil Jordan                                      | The Crying Game                                                             |
| 1994 | Roddy Doyle                                      | The Snapper – Hilfe, ein Baby! (The Snapper)                                |
| 1995 | Richard Curtis                                   | Vier Hochzeiten und ein Todesfall (Four Weddings and a Funeral)             |
| 1996 | Alan Bennett                                     | King George – Ein Königreich für mehr Verstand (The Madness of King George) |
| 1997 | Emma Thompson                                    | Sinn und Sinnlichkeit (Sense and Sensibility)                               |
| 1998 | Simon Beaufoy                                    | Ganz oder gar nicht (The Full Monty)                                        |
| 1999 | Guy Ritchie                                      | Bube, Dame, König, grAS (Lock, Stock & Two Smoking Barrels)                 |
| 2000 | Ayub Khan-Din                                    | East is East                                                                |
| 2001 | Christopher Nolan                                | Memento                                                                     |
| 2002 | Helen Fielding, Andrew Davies und Richard Curtis | Bridget Jones – Schokolade zum Frühstück (Bridget Jones’s Diary)            |
| 2003 | Steven Knight                                    | Kleine schmutzige Tricks (Dirty Pretty Things)                              |
| 2004 | David Hare                                       | The Hours – Von Ewigkeit zu Ewigkeit (The Hours)                            |
| 2005 | Mike Leigh                                       | Vera Drake                                                                  |